# Źródło dolinne

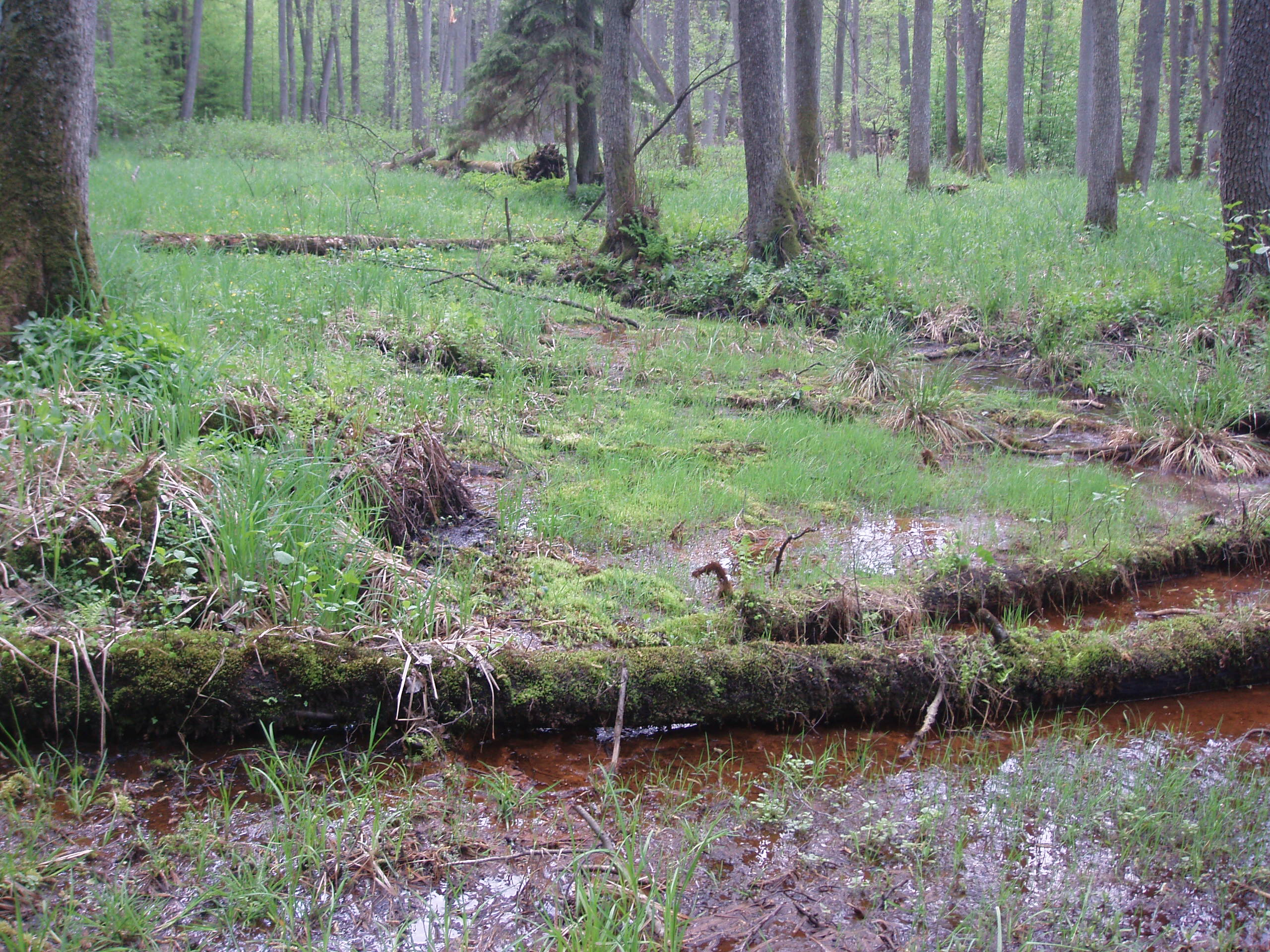
Źródło helokrenowe, dolinne przy rzece Łynie, powyżej miejscowości Ruś

Źródło dolinne – rodzaj źródła występujący w dnie lub na zboczach doliny, w miejscu przecięcia się powierzchni doliny z zwierciadłem wód podziemnych.